# کاتارینا شوتلر
کاتارینا شوتلر (انگلیسی: Katharina Schüttler؛ زادهٔ ۲۰ اکتبر ۱۹۷۹) یک هنرپیشه اهل آلمان است. 
از فیلم‌ها یا برنامه‌های تلویزیونی که وی در آنها نقش داشته‌است می‌توان به یک قهوه در برلین، سقوط آزاد، عشق دیوانه، ۱۳ دقیقه، نسل جنگ (مجموعه تلویزیونی) و تنها در برلین اشاره کرد.

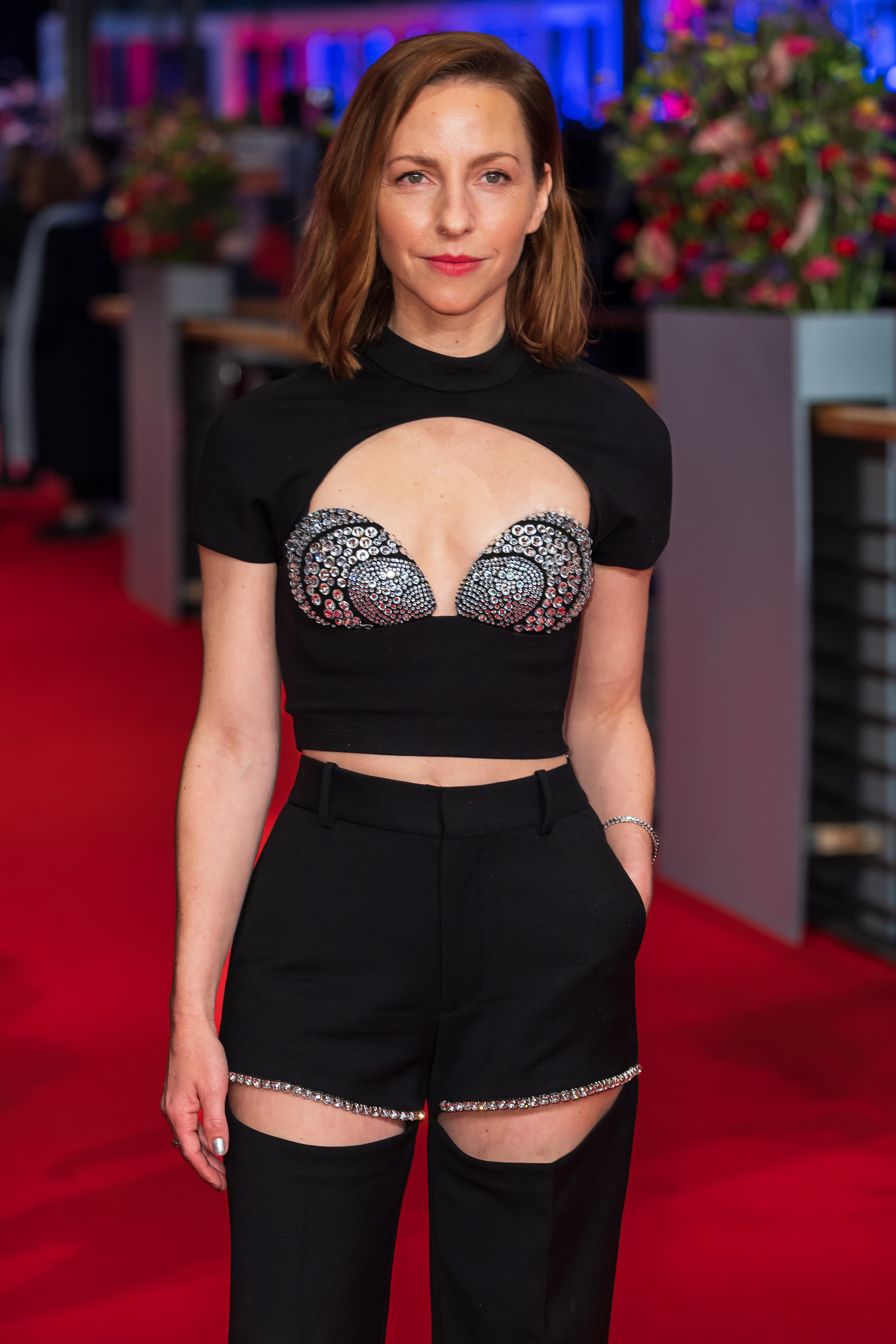